# Gunneruds-Styggetjärnet
Gunneruds-Styggetjärnet är en sjö i Eda kommun i Värmland och ingår i Göta älvs huvudavrinningsområde.